# Extreme Makeover
Extreme Makeover var ett amerikanskt TV-program som visades mellan 2002 och 2007 där ett team bestående av läkare, plastikkirurg, psykolog, dietist och personlig tränare hjälper och förändrar en person som anser sig ha besvär av psykisk eller fysisk karaktär.